# Пачкув (Нижньосілезьке воєводство)
Пачкув (пол. Paczków) — село в Польщі, у гміні Берутув Олесницького повіту Нижньосілезького воєводства.
Населення — 260 осіб (2011).
У 1975-1998 роках село належало до Вроцлавського воєводства.

## Демографія
Демографічна структура станом на 31 березня 2011 року:
|          | Загалом | Допрацездатний вік | Працездатний вік | Постпрацездатний вік |
| -------- | ------- | ------------------ | ---------------- | -------------------- |
| Чоловіки | 133     | 40                 | 86               | 7                    |
| Жінки    | 127     | 30                 | 77               | 20                   |
| Разом    | 260     | 70                 | 163              | 27                   |